# Hitoshi Maruono
Hitoshi Maruono (丸小野 仁之, Maruono Hitoshi, né le 27 octobre 1971) est un athlète japonais, spécialiste des épreuves combinées.

## Biographie
Il remporte la médaille d'or du décathlon lors des championnats d'Asie 1995 et 2000. 

### Palmarès
| Date | Compétition             | Lieu     | Résultat | Épreuve   | Performance |
| ---- | ----------------------- | -------- | -------- | --------- | ----------- |
| 1995 | Championnats d'Asie     | Djakarta | 1er      | Décathlon | 7 333 pts   |
| 2000 | Championnats d'Asie     | Djakarta | 1er      | Décathlon | 7 321 pts   |
| 2001 | Jeux de l'Asie de l'Est | Osaka    | 3e       | Décathlon | 7 416 pts   |

### Records
| Épreuve   | Performance | Lieu     | Date         |
| --------- | ----------- | -------- | ------------ |
| Décathlon | 7 596 pts   | Kumamoto | 22 août 1999 |